# Stephen Ireland
Pour les articles homonymes, voir Ireland.
Stephen Ireland, né le 22 août 1986 à Cobh, est un footballeur irlandais qui évolue au poste de milieu de terrain.

## Biographie
Ireland a commencé sa carrière à Cobh, jouant au football junior pour l'équipe Cobh Ramblers, une équipe pour laquelle son père Michael a déjà joué. À l'âge de 15 ans, il rejoint la formation des jeunes à Manchester City. Ireland a joué pour Manchester City lors de matchs amicaux de pré-saison. Ses débuts en compétition seront contre les Bolton Wanderers le 18 septembre 2005 en tant que remplaçant à la 81e minute.
Le 20 mai 2009, il reçoit de Manchester City le prix du joueur de l'année pour ses performances dans l'ensemble de la saison 2008-09 et, par conséquent, obtient un nouveau contrat de 5 années avec Manchester City pour rester au club jusqu'en 2014. Il déclare : « Je veux devenir un héros ici. » 
En août 2010, il signe un contrat de quatre ans à Aston Villa dans le cadre d'un échange avec Manchester City (James Milner contre 22 millions d'euros plus Stephen Ireland). Le 31 janvier 2011, il est prêté jusqu'à la fin de la saison à Newcastle.
Le 9 octobre 2018, libre depuis son départ de Stoke City, il s'engage avec les Bolton Wanderers, qui évoluent alors en EFL Championship. Le 20 décembre 2018, il résilie son contrat d'un consentement mutuel.

### En sélection
Stephen Ireland compte 6 sélections avec l'Irlande, depuis le 1er mars 2006 et une rencontre contre la Suède (victoire 3-0).
Il a pris sa retraite internationale en 2007 à seulement 21 ans expliquant qu'il n'aimait pas l'ambiance lors des regroupements en sélection.